# Pilar (Alagoas)
Pilar é um município brasileiro do estado de Alagoas. Pertence à Região Metropolitana de Maceió. Ocupa uma área de 248,975 km². Sua população em 2010, estimada pelo Instituto Brasileiro de Geografia e Estatística era de 33 312 habitantes, sendo o 15° município mais populoso de Alagoas. Faz divisa com cidades como Atalaia, Rio Largo, Satuba, Santa Luzia do Norte, Marechal Deodoro, São Miguel dos Campos e Boca da Mata entre outras às quais é ligada pelas BR-101, BR-424/316 e AL-407.

## História
A região onde hoje está o município do Pilar já era povoada desde os tempos das capitanias hereditárias, quando Alagoas pertencia à Capitania de Pernambuco, com a presença dos índios cariris no complexo lagunar Mundaú-Manguaba. As margens da Lagoa do Sul (Manguaba) formou-se uma pequena vila de pescadores e no século XVII, Gabriel Soares da Cunha, fundou o Engenho Velho, que denominava-se como São Gabriel, que em 1750 passou a pertencer ao português Mateus Casado de Lima, que também era proprietário de vários Engenhos, entre eles o Engenho Pilar, edificado nas terras do Engenho Velho e o Campinas, em Santa Luzia do Norte.
Foi a partir da implantação dos engenhos de açúcar que a vila chamada de Pilar começou a crescer. Esse engenho, que deu origem à cidade do Pilar ficava localizado nas proximidades da Igreja do Rosário, inaugurada em 1 de novembro de 1800, onde existia a Capela de São Mateus, que foi o primeiro padroeiro do lugar.
Em 8 de maio de 1854, através da Lei Provincial nº 250, foi criada a freguesia de Nossa Senhora do Pilar e três anos depois, em 1 de maio de 1857, através da Lei Provincial nº 321, Pilar foi elevada a àategoria de vila. Com o progresso, em 16 de março de 1872, através da Lei nº 624, Pilar obteve sua autonomia administrativa, desligando-se do município Atalaia e a Lei nº 626 da mesma data, lhe outorga o foro de cidade.
Em 1 de janeiro de 1944 passar a se chamar "Manguaba", denominação que perdura até 17 de setembro de 1949, quando voltou a se chamar Pilar pela Lei nº 1473. 

## Geografia
Pilar localiza-se a 09º35'50" de latitude sul e 35º57'24" de longitude oeste, a uma altitude de 13 metros acima do nível do mar. 
O clima é tropical atlântico, típico da zona do litoral. Os meses mais quentes vão de novembro a março, quando a temperatura chega a 36ºC. Na época mais menos quente, que geralmente vai de maio a agosto, a temperatura mínima chega raramente a 20ºC. O vento predominante é o nordeste, com rajadas frescas no verão e frias no inverno, especialmente as margens da Lagoa Manguaba e umidade relativa do ar elevada em torno de 78%.
A precipitação média anual é de 1.634,2 mm. 
A vegetação é formada por capoeira e pequenas matas. O plantio da cana-de-açúcar é tradicional na região e feito em grande escala. 